# Артикуляційна гімнастика
Артикуляці́йна гімна́стика — система вправ для органів мовного апарату, що сприяє розвитку дикції.
Артикуляційна гімнастика допомагає поліпшити рухливість органів артикуляційного апарату, збільшити обсяг, силу рухів, а також виробити точність і диференціацію артикуляційних поз. Мета артикуляційної гімнастики — розвиток рухливості органів мовного апарату, відпрацювання правильних, повноцінних рухів артикуляційних органів необхідних для правильної вимови звуків.
Основними засобами артикуляційної гімнастики є скоромовки і вправи з дрібними предметами у роті (наприклад, камінцями). Скоромовки — давній винахід людства, відомий у багатьох мовах світу. Артикуляційні вправи рекомендовані людям з логопедичними порушеннями, а також особам, чий фах вимагає особливо чіткої дикції: лекторам, дикторам, артистам розмовного жанру.